# Historische Länder Dänemarks

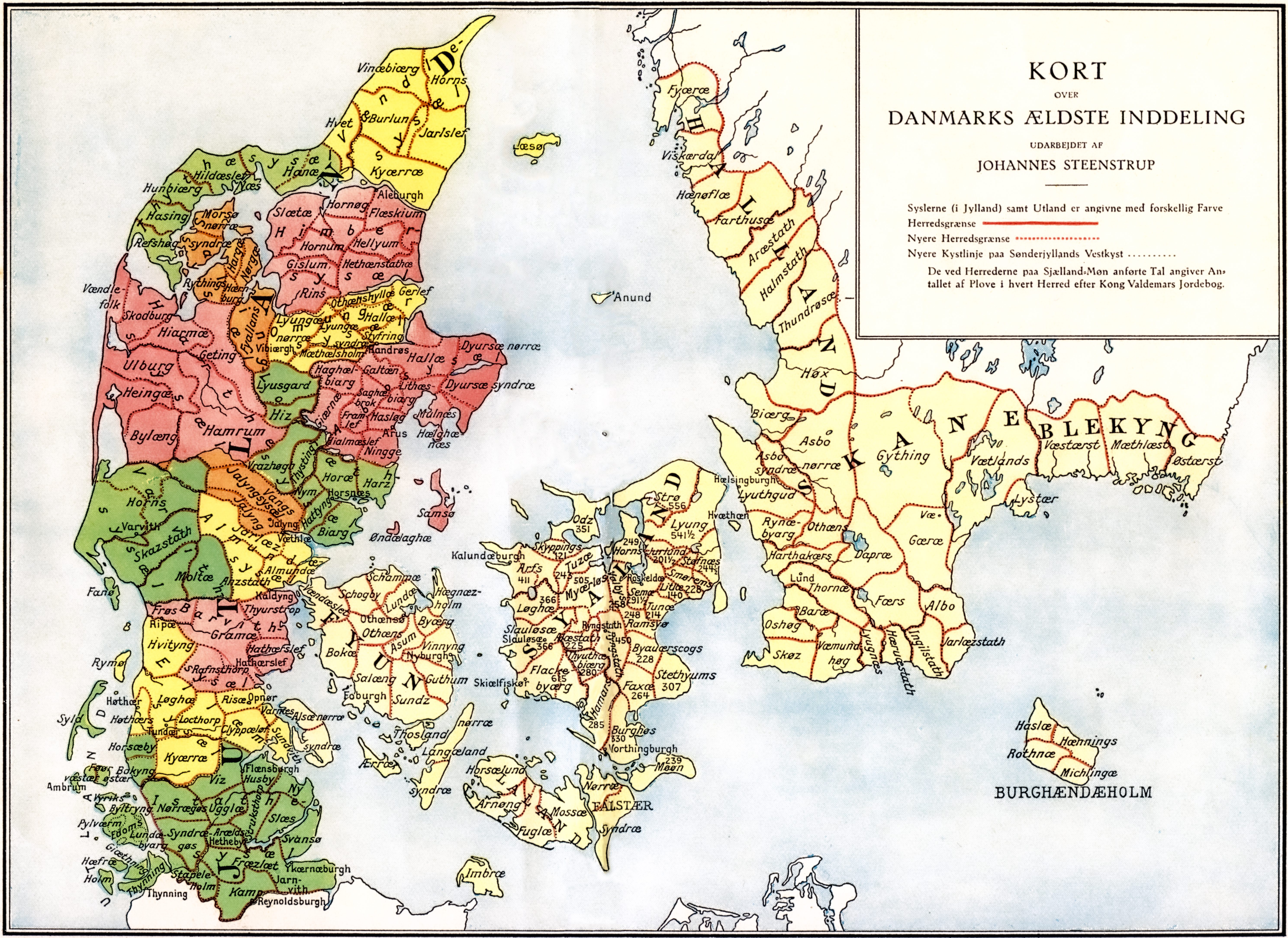
Verwaltungsgliederung Dänemarks im Mittelalter

Die historischen Länder Dänemarks waren bei der Entstehung des Königreich Dänemark im  9. Jahrhundert n. Chr. folgende:
- Schonen (Skåne) (heutiges  Schonen plus Halland, Blekinge und Bornholm);  Zentrum: Lund
Bornholm ist der einzige noch dänische Teil Schonens, nachdem das Gebiet 1658 an Schweden verloren ging.

- Seeland  (Sjælland) (heutiges Seeland und die Øerne genannten dänischen Inseln); Zentrum:  Roskilde

- Jütland (Jylland) (heutiges Jütland plus Teile von Schleswig); Zentrum: Viborg
 Mit dem Jarltum Süderjütland, das sich zum Herzogtum Schleswig entwickelte, erfolgte die Abspaltung Schleswigs. Der Rest von Jütland bildete Norderjütland (Nørrejylland), was nicht mit Nordjütland (der nördlichste Teil des heutigen Jütlands) zu verwechseln ist.

Obwohl Dänemark ein vereinigtes Königreich war, behielt jedes der drei Länder sein eigenes Thing und Landesrecht bis zum späten Mittelalter (Schonisches Recht, Seeländisches Recht, Jütisches Recht).  Ein Überbleibsel ist die heutige Einteilung Dänemarks in zwei Obergerichtsbezirken, das Östliche und Westliche Obergericht.
Eine Anlehnung an die historischen Länder ist die heute oft in der Meteorologie und in öffentlicher Statistik vorgenommene Unterteilung Dänemarks in Bornholm, Øerne (hier auf alle Inseln ausgedehnt) und Jütland.
In den letzten Jahrzehnten sind die weniger spezifischen Benennungen Ost- und Westdänemark auch populär geworden, z. B. wenn logistische, ökonomische oder politische Muster beschrieben werden. Fünen kann jedoch zu sowohl dem Ost- als dem Westteil des Landes zugerechnet werden,  entweder mit dem Großen Belt oder dem Kleinen Belt als Abgrenzung.